# Horatio Frederick Phillips
Horatio Frederick Phillips (✰ Londres, 1845;  ✝ Local desconhecido, 1926) foi um dos primeiros pioneiros do Reino Unido. ele ficou famoso por construir máquinas voadoras multiplano com muito mais planos de sustentação do que o normal nos aviões modernos. No entanto ele fez uma contribuição mais duradoura para a aeronáutica no seu trabalho com desenhos de aerofólios.

## Aerofólios
Phillips inventou um túnel de vento no qual ele estudou uma grande variedade de formas de aerofólios com o objetivo de prover sustentação. O túnel era pouco usual pois o fluxo de gás era produzido por vapor em vez de ar.
Por volta de 1884 ele estava apto a registrar sua primeira patente, e mais viria a seguir. Ele demonstrou ser verdadeira a ideia de George Cayley de que usando na superfície superior uma curvatura maior que da inferior acelerava o fluxo de ar, reduzindo a pressão acima da asa gerando mais sustentação.

## Aeronaves multiplano

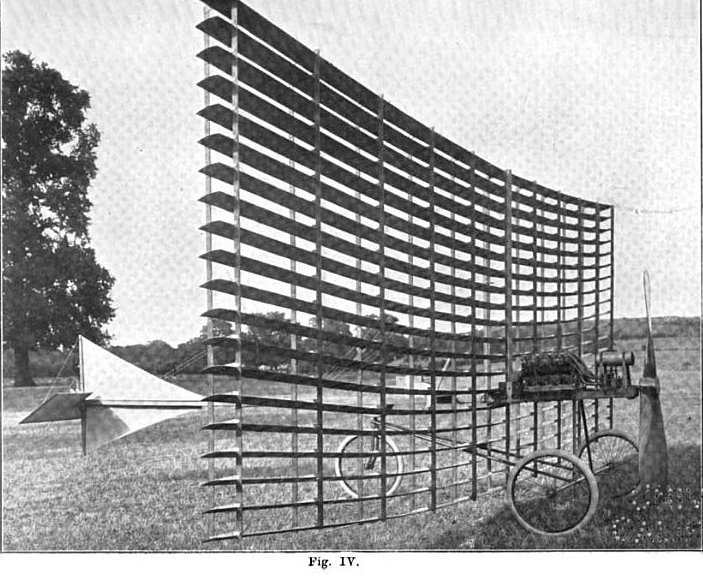
Máquina voadora de 1904.

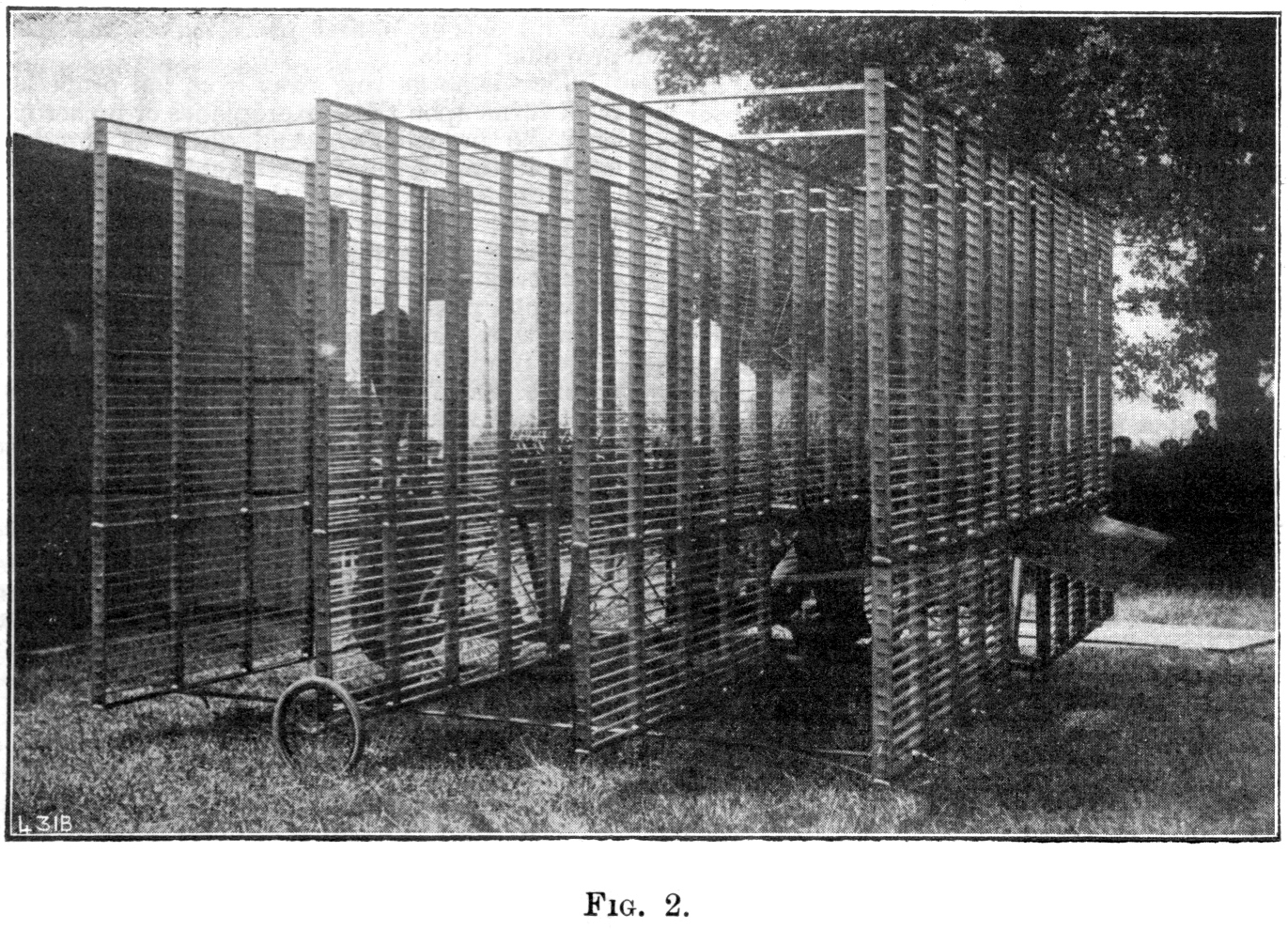
Máquina voadora de 1907.

Phillips acreditava que um conjunto de planos de asas superpostos (ou "sustentadores" como ele os chamava), em configuração de "persiana", oferecia vantagens.
- Sua máquina voadora de 1893 tinha 50 superfícies de sustentação e usou seu "aerofólio de dupla superfície" patenteado de forma a produzir um alongamento de 1:152, aumentando a sustentação em detrimento da estabilidade. Como um veículo de teste, ele não foi projetado para ser tripulado, mas foi utilizado para testar a capacidade de sustentação. A sua carga máxima foi avaliada em 181,43 kg.[3]
- Sua máquina voadora de 1904 foi um desenvolvimento do veículo de teste de 1893 numa configuração que podia ser tripulada por uma pessoa. Ela tinha 21 planos de asa e uma cauda de estabilização, mas não foi capaz de efetuar um voo sustentável. Sua melhor performance foi de 15,2 m.[4] Uma réplica dessa máquina foi feita especialmente para aparecer no filme de 1965, Those Magnificent Men in Their Flying Machines
- Seu multiplano de 1907, que tinha 200 aerofólios individuais e era equipado com um motor de 22 hp acionando uma hélice de 2,1 m um voo de 152,4 m em 6 de abril de 1907. Esse foi o primeiro voo desse tipo na Inglaterra, apesar de ter sido precedido pelo voo dos irmãos Wright em vários anos.[4][5]

Apesar de bem sucedido, o modelo de 1907, apresentou uma performance ruim comparado com modelos contemporâneos mais convencionais. Isso fez com que Phillips encerrasse suas tentativas de voo tripulado.